# Cheyenne Autumn
Cheyenne Autumn is een Amerikaanse western uit 1965 onder regie van John Ford. Het scenario is gebaseerd op de gelijknamige roman uit 1953 van de Amerikaanse auteur Mari Sandoz. De film werd destijds in Nederland uitgebracht onder de titel De laatsten der Cheyennes.

## Verhaal
In een reservaat in Oklahoma leven de Cheyenne in slechte omstandigheden. De indianen besluiten terug te keren naar hun vroegere jachtgebieden in het Rotsgebergte. De Amerikaanse president laat hen escorteren door een cavalerieafdeling, omdat hij bang is dat de indianen onderweg oorlog zullen voeren. Hun tocht is niet zonder gevaren.

## Rolverdeling
| Acteur             | Personage                       |
| ------------------ | ------------------------------- |
| Richard Widmark    | Kapitein Archer                 |
| Carroll Baker      | Deborah Wright                  |
| Karl Malden        | Kapitein Wessels                |
| Sal Mineo          | Red Shirt                       |
| Dolores del Río    | Spaanse vrouw                   |
| Ricardo Montalbán  | Little Wolf                     |
| Gilbert Roland     | Dull Knife                      |
| Arthur Kennedy     | Doc Holliday                    |
| Patrick Wayne      | Luitenant Scott                 |
| Elizabeth Allen    | Juffrouw Plantagenet            |
| John Carradine     | Jeff Blair                      |
| Victor Jory        | Tall Tree                       |
| Mike Mazurki       | Luitenant                       |
| George O'Brien     | Majoor Braden                   |
| Sean McClory       | Dr. O'Carberry                  |
| Judson Pratt       | Burgemeester Kelly              |
| Carmen D'Antonio   | Indiaanse                       |
| Ken Curtis         | Joe                             |
| James Stewart      | Wyatt Earp                      |
| Edward G. Robinson | Minister van Binnenlandse Zaken |